# Podkogelj
Podkogelj este o localitate din comuna Velike Lašče, Slovenia, cu o populație de 16 locuitori.